# Niños Héroes, Santiago Sochiapan
Niños Héroes är en ort i Mexiko.   Den ligger i kommunen Santiago Sochiapan och delstaten Veracruz, i den sydöstra delen av landet, 400 km sydost om huvudstaden Mexico City. Niños Héroes ligger 140 meter över havet och antalet invånare är 261.
Terrängen runt Niños Héroes är platt. Runt Niños Héroes är det ganska glesbefolkat, med 24 invånare per kvadratkilometer. Närmaste större samhälle är Abasolo del Valle, 18,4 km nordost om Niños Héroes. Omgivningarna runt Niños Héroes är en mosaik av jordbruksmark och naturlig växtlighet.